# Ágora de Éfeso
El Ágora de Éfeso (ágora comercial, ágora inferior) o ágora de Tetragonos (en griego antiguo: Τετράγωνος, romanizado: Tetragōnos, ‘cuadrangular’) fue una antigua ágora de la ciudad de Éfeso en Asia Menor, en la actual Turquía. Fue el centro comercial de la ciudad en las épocas helenística y romana. Los restos del ágora forman parte del yacimiento arqueológico de Éfeso, declarado Patrimonio de la Humanidad por la Unesco.
El ágora comercial de Éfeso no debe confundirse con el Ágora administrativa de Éfeso.

## Historia
El Ágora de Éfeso se construyó en el período helenístico en el siglo III a. C. inmediatamente después de la refundación de la ciudad. Fue el emplazamiento de un ágora anterior de la época  arcaica, entre 700 y 500 a. C. del pueblo de Esmirna, que no debe confundirse con la ciudad de Esmirna, más conocida . Al parecer, fue abandonada con el tiempo debido a los cambios en el nivel del mar, y en el período clásico, entre 400 y 300 a. C., hubo actividad artesanal en la zona. Los edificios anteriores fueron demolidos durante la construcción del ágora. El antiguo nombre de la plaza, Tetragonos, se conoce por inscripciones. El ágora se utilizaba principalmente con fines comerciales. También se utilizaba para reuniones de gremios comerciales y para reuniones políticas. Fue reconstruida en el siglo I a. C. y de nuevo a principios del Imperio romano tras el terremoto del 23 d. C. Fue reconstruida de nuevo a finales del período romano bajo el emperador Teodosio I hacia 379-395, utilizando mucha piedra de edificios anteriores, como los templos. El Ágora se mantuvo en uso hasta principios del Imperio bizantino hasta el año 600.

## Edificios y hallazgos
El ágora comercial estaba situada en la llanura al oeste de la llamada calle del Mármol y el monte Peión, actual Panayır-dağ. En la época romana, el ágora era cuadrada, de ahí su nombre ágora-Tetragonos . Sus lados medían unos 112 m, y estaba flanqueada en todos sus lados por estoas de dos alas y dos piso que albergaban tiendas.
En el centro del Ágora había un horologio, una combinación de reloj de agua y de sol. Estaba construido sobre un pedestal de unos 10 × 5,9 m. El Ágora también contaba con un gran número de estatuas y monumentos votivos.

Imagen esquemática: La zona comercial del Ágora.

En la época romana, los principales edificios y estructuras del ágora comercial y sus alrededores eran (los números se refieren a la vista en planta):
1. Casas adosadas 1
2. Casas adosadas 2
3. Altar
4. Casa del peristilo helenístico
5. La llamada puerta del tambor del puente
6. Biblioteca de Celso
7. Puerta sur del Ágora
8. Tumba de Dionisio Retor
9. Cueva de ladrillos (Embaton)
10. Monumento circular en el foso de la fuente
11. Calle de mármol
12. Ágora comercial (ágora-Tetrágonos)
13. Sala de Nerón
14. Puerta oeste del ágora
15. Puerta norte del ágora
16. Calle oeste
17. Puerta de Medusa
18. Serapeum
19. Teatro

### Sala de Nerón

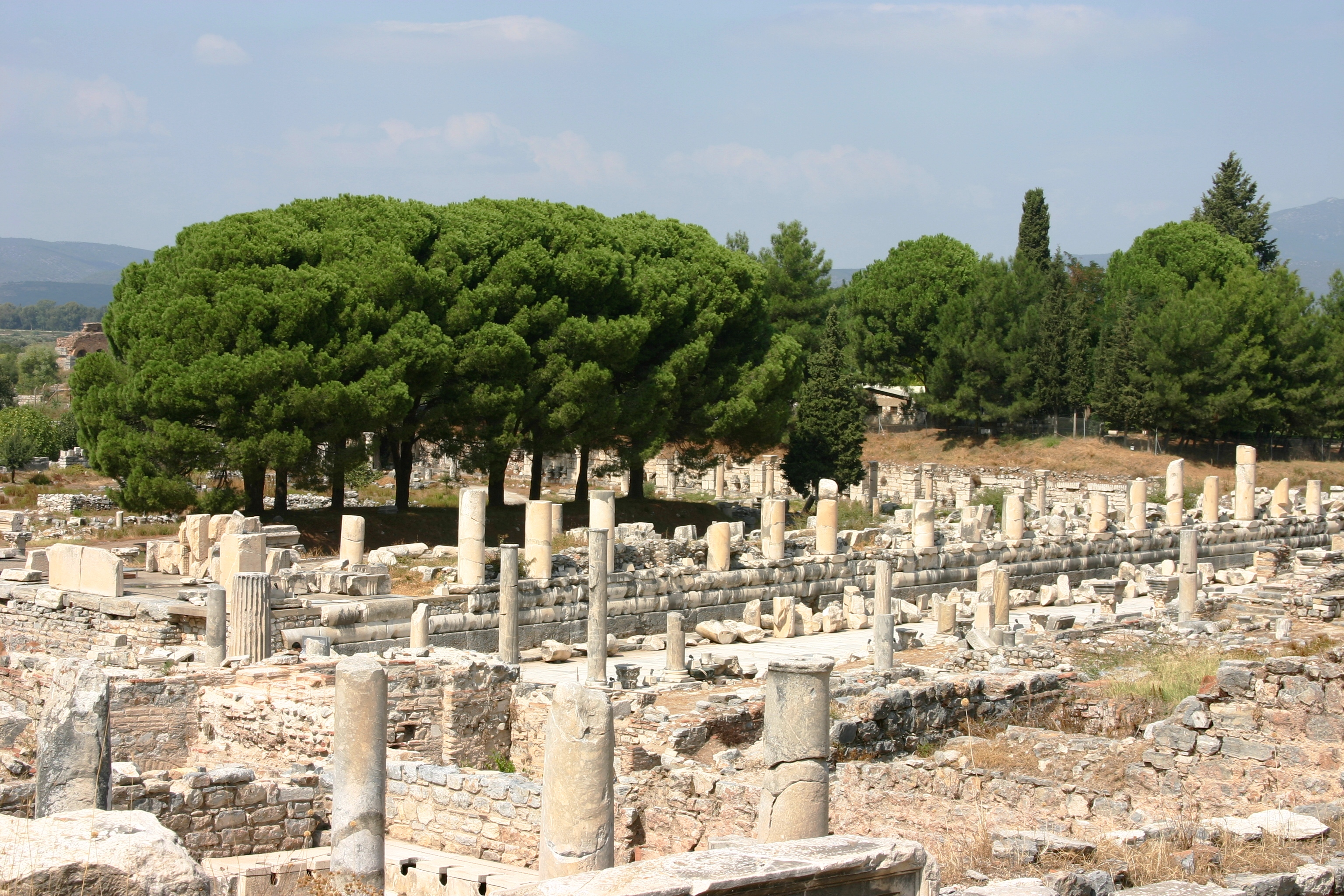
Ágora

Detrás de la columnata, en el lado oriental del Ágora, se encontraba la llamada Sala de Nerón, construida durante el reinado del emperador Nerón. Era una basílica de dos alas de unos 150 m de largo. Sus columnas era de estilo dórico. Una inscripción dedicaba el edificio a Artemisa de Éfeso, Nerón, Agripina y los efesios.

### Puertas
La llamada Puerta sur del Ágora es también conocida como Puerta de Mazeo y Mitrídates, y en la antigüedad como Triodos, debido a sus tres puertas. La puerta conducía al Ágora desde la plaza situada frente a la Biblioteca de Celso. Fue construida bajo el emperador Augusto en el año 3 a. C. Según una inscripción en griego y latín en la puerta, fue construida por Mazeo y Mitrídates. Eran libertos de Agripa, y dedicaron la puerta a Augusto y Livia, y a Agripa y su hija Julia la Menor. El edificio estaba decorado con estatuas de la familia imperial. Los edificios alados de la puerta contenían, al parecer, las tumbas de los donantes. La puerta fue restaurada entre 1979 y 1988.
La puerta oeste era la entrada principal al ágora. Se construyó en algún momento después del año 23. La puerta conducía al ágora desde la llamada calle oeste (véase más abajo), desde donde se ascendía a la puerta por una escalera de diez peldaños. Posteriormente se añadieron rampas para carros. Las columnas de la puerta seguían el estilo jónico.
La puerta norte conducía al ágora desde la plaza situada frente al Teatro.

### Calle

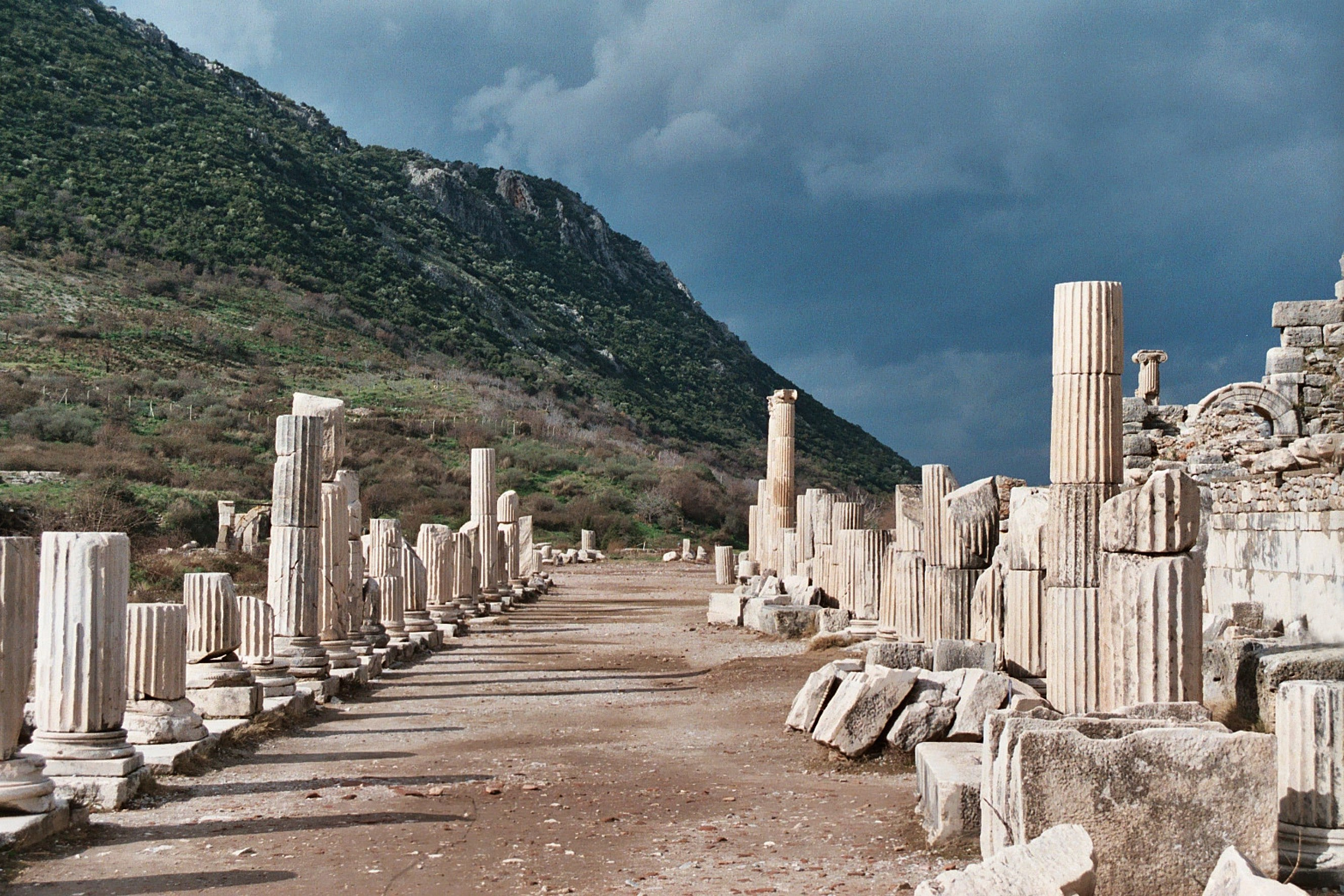
Calle oeste del Ágora.

Al oeste del Ágora había una calle con orientación este-oeste de unos 160 m de largo y 24 m de ancho. A ambos lados había una columnata de estilo dórico de seis metros de ancho. La columnata sur daba acceso al Serapeum. Había puertas en los extremos de la calle, con la puerta oriental, la puerta occidental del ágora (véase más arriba), que conducía al ágora. En el extremo occidental de la calle se encontraba la llamada Puerta de Medusa. Tenía tres puertas y se llamaba así por su ornamentación en relieve de cabezas de Medusa, entre otras cosas.

### Ágora helenística
La superficie del ágora helenística primitiva estaba unos tres metros por debajo del ágora romana. El tamaño del ágora en aquella época era de unos 100 × 110 m. Los restos de esta fase incluyen un edificio de almacenamiento y los restos de las estoas que bordeaban el ágora.

### Poblado de Esmirna
En el poblado arcaico de Esmirna, en el mismo emplazamiento, se han hallado restos de viviendas del 700-500 a. C. y una zona de artesanos del 400-300 a. C.